# یاش راج فیلمز
یاش راج فیلمز (انگلیسی: Yash Raj Films) شرکت سرگرمی‌ساز هندی است که توسط یاش چوپرا کارگردان و تهیه‌کنندهٔ سینمای هند، تأسیس شد. این شرکت در سال ۱۹۷۰ و در شهر بمبئی ایجاد شد.